# 吹田ジャンクション

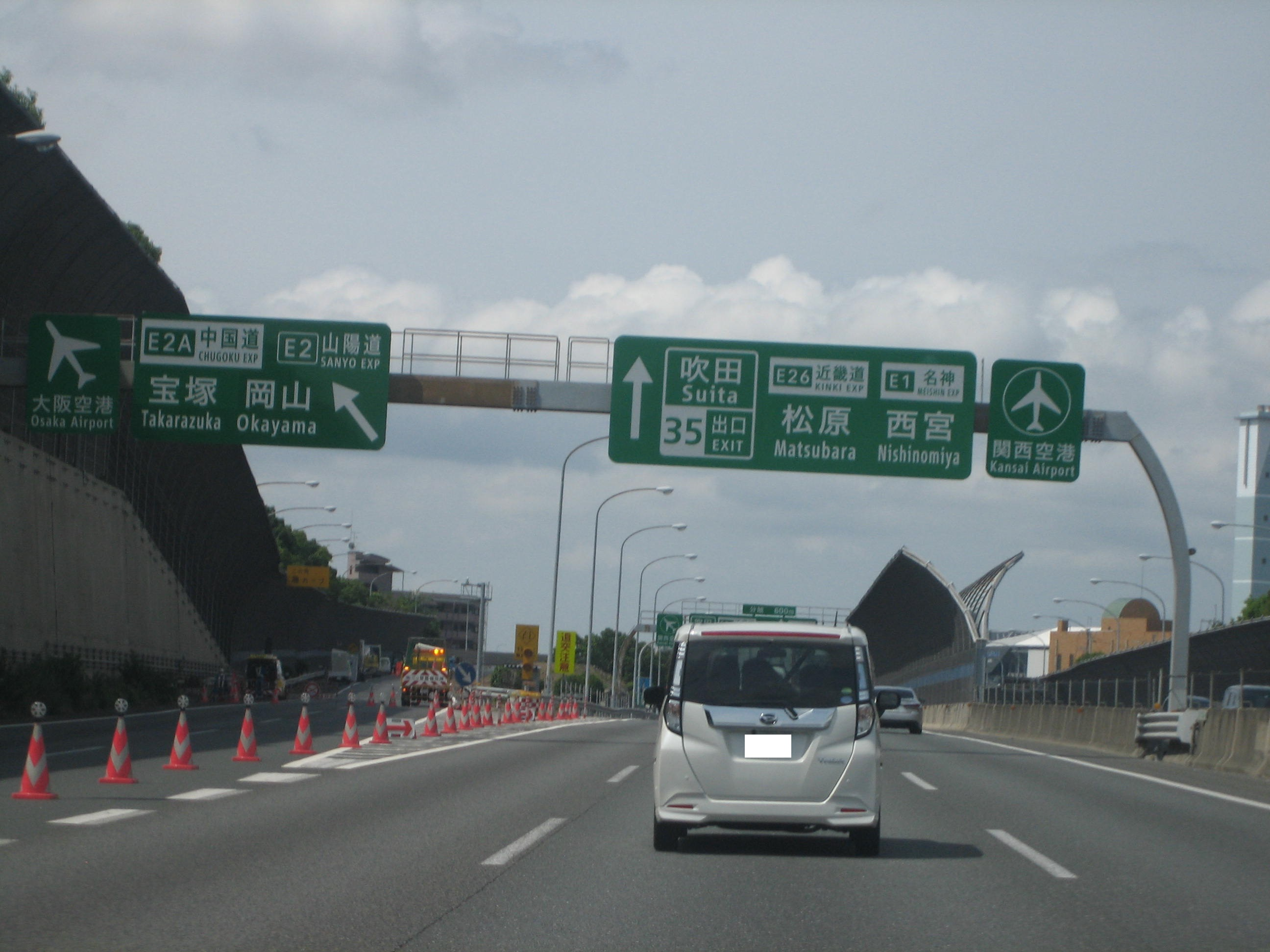
名神京都方面からの分岐

吹田ジャンクション（すいたジャンクション）は、大阪府吹田市と一部茨木市の飛地にある名神高速道路と中国自動車道と近畿自動車道のジャンクションである。ここでは、併設されている吹田インターチェンジについてもまとめて記す。
西日本高速道路関西支社大阪高速道路事務所が併設されている。

## 概要
交差する高速自動車国道によって首都圏、名古屋、神戸、和歌山、広島、九州をつなぐ東西の動脈を担う。
吹田IC/JCTは名神高速道路の建設時には構想がなかったようであるが、名神・中国自動車道・近畿自動車道・大阪中央環状線を相互に接続するために設置された。このように後付けのJCT/ICであるにもかかわらずIC番号（35）に枝番が付いていないのは、名神高速道路の開通当初は終点である西宮ICから順に小牧ICまでIC番号が振られており、これらのIC番号が現在の東名高速道路東京ICからの通しに変更される前に当ICの開設が決定したためである。
1979年に中国道と名神の茨木IC方面とを直接結ぶランプが供用された。なお、吹田で一般道路へ降りる必要性がなくなったことにより、東名東京ICから三次IC（吹田JCT開通時の中国道（吹田側）の終点）までの通行料金（1979年当時）も9,100円から500円安い8,600円で済むようになった。
その後、近畿自動車道の渋滞の深刻化と関西国際空港の開港に伴う空港アクセス道路の整備に伴い、1994年には中国道と近畿道の出入口間に敷かれていた中央環状線を中国道と近畿道の直結ランプに切り替えた上で料金所を新設し、吹田JCTの大幅な改築工事を行った。
ジャンクションの構造上、現在も名神高速道路西宮方面と中国自動車道は吹田JCTでは接続されていない。この場合は吹田IC料金所を通過し「一旦」高速道路を下り、少しだけ中央環状線を経由して中国吹田IC料金所から入り直す二度手間を踏むことになる（逆ルートも同様）。
現金車の場合、近畿道は均一料金制（各IC入口で前払い）のため、名神高速道路・中国自動車道と近畿自動車道との相互は料金所を経由し、吹田までの通行料金と近畿自動車道の通行料金を一括精算する（名神・中国道→近畿道の場合。逆の場合は近畿道の通行料金は精算済みなので通行券を受け取るのみ）。
なお、インターチェンジの料金所の高速道路通行券は「中国吹田」との誤認を防ぐため「名神吹田」と印字されている。近畿道の領収書は「吹田本線料金所」である。
法定路線名では本JCTが近畿自動車道名古屋大阪線（天理吹田線）の終点であり、中国縦貫自動車道に加えて山陽自動車道吹田山口線・近畿自動車道敦賀線（それぞれ神戸JCT・吉川JCTまで重複）の起点となっている。

## 道路
- E1 名神高速道路（35番）
- E2A 中国自動車道（1番）
- E26 近畿自動車道（35番）

## 料金所
- ブース数 : 39

### （名神）吹田料金所

#### 名神出口
- ブース数 : 8
  - ETC専用 : 2
  - 一般 : 2
  - 休止中 : 4

#### 名神→近畿道
- ブース数：7
  - ETC専用 : 2
  - 一般：1
  - 休止中 : 4

#### 名神入口
- ブース数 : 5
  - ETC専用 : 2
  - ETC・一般 : 2
  - 休止中 : 1

### 吹田本線料金所

#### 近畿道入口
- ブース数 : 5
  - ETC専用 : 2
  - 一般 : 1
  - 休止中 : 2

#### 中国道→近畿道
- ブース数 : 10
  - ETC専用 : 2
  - 一般：1
  - 休止中 : 7

#### 近畿道→中国道
- ブース数 : 4
  - ETC専用 : 2
  - 一般 : 2

## 歴史
- 1970年（昭和45年）3月1日 : 名神高速道路・近畿自動車道吹田IC、中国自動車道中国吹田ICが開設[注釈 3]
- 1979年（昭和54年）5月15日 : 名神高速道路と中国自動車道の直結ランプ（吹田JCT）開通。これにより、東名高速道路東京ICから中国自動車道三次IC（当時の最長距離）までが高速自動車国道で結ばれた。
- 1994年（平成6年）7月20日 : 改良工事が完了し、近畿道と中国道・名神とが一般道を介さずに直結。[2]

## 吹田インターチェンジ
吹田インターチェンジ（すいたインターチェンジ）は、吹田JCTに併設されているインターチェンジであり、近畿自動車道の起点である。中国吹田インターチェンジと区別する便宜上、ランプウェイの看板上や通行券には『名神吹田』と表記されている。しかしこれはあくまで混乱回避の為の便宜上の通称であり正式名称は「○○吹田」のように○○が一切付かない『吹田インターチェンジ』が正式名である。
ここから、名神高速は西宮方面は片側2車線に、名古屋方面は京都南まで片側3車線となる。
ここから中国自動車道方面へは行けないため、中国吹田ICより出入りする必要がある。

### 道路
- E1 名神高速道路（35番）
- E26 近畿自動車道

### 接続する道路
- 大阪府道2号大阪中央環状線

## 周辺
- 西日本高速道路関西支社大阪高速道路事務所 （旧吹田管理事務所、所在地は茨木市の飛地）
- 万博記念公園
  - EXPOCITY [3]
    - ららぽーとEXPOCITY
    - NIFREL
    - OSAKA ENGLISH VILLAGE
    - REDHORSE OSAKA WHEEL

  - 国立民族学博物館
  - 市立吹田サッカースタジアム
- 毎日放送千里丘ミリカセンター
- 茨木市立西陵中学校

### かつて存在した周辺施設
- 毎日放送千里丘放送センター（現在の茶屋町本社社屋が竣工した1990年までは毎日放送の事実上の本社であった。その後も毎日放送の郊外スタジオとして継続使用されていたが、2007年を以て完全閉鎖された。用地は既に売却されており、跡地にはマンションが建設された。）
- エキスポランド

## 隣
E1 名神高速道路
(34) 茨木IC - (35) 吹田JCT/IC - 吹田SA - (36) 豊中IC
E2A 中国自動車道
(35) 吹田JCT - (1) 中国吹田IC - (2) 中国豊中IC
E26 近畿自動車道
(35) 吹田JCT/IC - (1) 摂津北IC - (2) 摂津南IC
近畿自動車道摂津北ICは松原IC方面への入口および松原IC方面からの出口のみのハーフインターチェンジであるので吹田ICから進入した場合の最初の出口は摂津南ICである。

### 注記
1. ↑  名神高速道路建設誌編さん委員会 (1966)および名神高速道路建設誌編さん委員会 (1967)には関連する記載が全く無い。
2. ↑  大阪市内・豊中・尼崎・西宮地区と兵庫県以西との往来は中国自動車道の中国池田ICや宝塚ICから出入りした方が所要時間・距離共に短く通行料金も安いため、通行止など非常事態時は例外として手間の掛かる東側の吹田JCTから迂回経由して名神高速道路と往来する必要性が少ないため。
3. ↑  当時の名神・中国道・近畿道の間は一般道（中央環状線）経由でないと往来できず、「吹田ジャンクション」とは呼ばれていなかった。